# Sveta Nedjelja
Sveta Nedjelja (též Sveta Nedilja, italsky Santa Domenica) je vesnice a přímořské letovisko v Chorvatsku ve Splitsko-dalmatské župě, nacházející se na jihozápadě ostrova Hvar, spadající pod opčinu města Hvar. V roce 2011 zde žilo 131 obyvatel.
Sousedními vesnicemi jsou Ivan Dolac, Jagodna, Selca kod Starog Grada a Zaraće.